# Oscar 2025
Cea de-a 97-a ediție a Premiilor Academiei, prezentate de Academia Americană a Artelor și Științelor Filmului (AMPAS), onorează cele mai bune filme din 2024 și au avut loc la Dolby Theatre din Hollywood, Los Angeles, California pe 2 martie 2025.
Comediantul Conan O'Brien a fost pentru prima dată prezentatorul galei.
Nominalizările fuseseră inițial programate pe 17 ianuarie 2025, dar din cauza incendiilor din California de Sud, anunțul a fost amânat inițial până la 19 ianuarie, înainte de a fi împins din nou pentru 23 ianuarie. Pe 15 ianuarie 2025, scriitorul Stephen King, membru al Academiei, a anunțat pe rețelele de socializare că nu va participa la vot și a cerut ca ceremonia să fie anulată cu totul, din cauza incendiilor.
Bowen Yang și Rachel Sennott au anunțat nominalizările pe 23 ianuarie 2025.
Cu 13 nominalizări, Emilia Pérez este unul dintre cele mai nominalizate filme din istoria Oscarurilor și cea mai nominalizată din toate timpurile producție în altă limbă decât engleză. Karla Sofía Gascón este prima actriță trans nominalizată la Oscar pentru cea mai bună actriță.
Anora a fost marele câștigător al galei, cu cinci premii, între care cele pentru cel mai bun film, cel mai bun regizor și cea mai bună actriță. Brutalistul a adunat trei premii între care și cel pentru cel mai bun actor.
Segmentul In Memoriam a fost criticat pentru că a omis câteva personalități marcante decedate în ultimele 12 luni, între care Jim Abrahams, Alain Delon, Bernard Hill, Michelle Trachtenberg (care a decedat cu o săptămână înainte de gală), Tony Todd, Olivia Hussey, Linda Lavin, Martin Mull și Shannen Doherty.
Serviciul de streaming Hulu care a transmis în direct gala în Statele Unite a picat de mai multe ori de-a lungul ceremoniei și a încheiat transmisiunea mai devreme, chiar înainte să fie anunțate nominalizările pentru cea mai bună actriță.

## Premii
| Cel mai bun film - Anora – Alex Coco, Samantha Quan și Sean Baker, producători - Brutalistul – Nick Gordon, Brian Young, Andrew Morrison, D.J. Gugenheim și Brady Corbet, producători - Bob Dylan: A Complete Unknown – Fred Berger, James Mangold și Alex Heineman, producători - Conclav – Tessa Ross, Juliette Howell și Michael A. Jackman, producători - Dune: Partea II – Mary Parent, Cale Boyter, Tanya Lapointe și Denis Villeneuve, producători - Emilia Pérez – Pascal Caucheteux și Jacques Audiard, producători - Sunt încă aici – Maria Carlota Bruno și Rodrigo Teixeira, producători - Nickel Boys – Dede Gardner, Jeremy Kleiner și Joslyn Barnes, producători - Substanța – Coralie Fargeat, Tim Bevan și Eric Fellner, producători - Vrăjitoarele – Marc Platt, producător | Cel mai bun regizor - Sean Baker – Anora - Brady Corbet – Brutalistul - James Mangold – Bob Dylan: A Complete Unknown - Jacques Audiard – Emilia Pérez - Coralie Fargeat – Substanța |
| Cel mai bun actor - Adrien Brody – Brutalistul în rolul László Tóth - Timothée Chalamet – Bob Dylan: A Complete Unknown în rolul Bob Dylan - Colman Domingo – Sing Sing în rolul John "Divine G" Whitfield - Ralph Fiennes – Conclav în rolul cardinalului Thomas Lawrence - Sebastian Stan – The Apprentice: Povestea originii lui Trump în rolul Donald Trump | Cea mai bună actriță - Mikey Madison – Anora în rolul Anora "Ani" Mikheeva - Cynthia Erivo – Vrăjitoarele în rolul Elphaba Thropp - Karla Sofía Gascón – Emilia Pérez în rolul Emilia Pérez / Juan "Manitas" Del Monte - Demi Moore – Substanța în rolul Elisabeth Sparkle - Fernanda Torres – Sunt încă aici în rolul Eunice Paiva |
| Cel mai bun actor în rol secundar - Kieran Culkin – Durere profundă în rolul Benji Kaplan - Yura Borisov – Anora în rolul Igor - Edward Norton – Bob Dylan: A Complete Unknown în rolul Pete Seeger - Guy Pearce – Brutalistul în rolul Harrison Lee Van Buren Sr. - Jeremy Strong – The Apprentice: Povestea originii lui Trump în rolul Roy Cohn | Cea mai bună actriță în rol secundar - Zoe Saldaña – Emilia Pérez în rolul Rita Mora Castro - Monica Barbaro – Bob Dylan: A Complete Unknown în rolul Joan Baez - Ariana Grande – Vrăjitoarele în rolul Galinda "Glinda" Upland - Felicity Jones – Brutalistul în rolul Erzsébet Tóth - Isabella Rossellini – Conclav în rolul sorei Agnes |
| Cel mai bun scenariu original - Anora – Sean Baker - Brutalistul – Brady Corbet și Mona Fastvold - Durere profundă – Jesse Eisenberg - Atacul din 5 septembrie – Moritz Binder și Tim Fehlbaum; co-scris de Alex David - Substanța – Coralie Fargeat | Cel mai bun scenariu adaptat - Conclav – Peter Straughan; bazat pe romanul cu același nume de Robert Harris - Bob Dylan: A Complete Unknown – James Mangold și Jay Cocks; bazat pe cartea Dylan Goes Electric! de Elijah Wald - Emilia Pérez – Jacques Audiard; în colaborare cu Thomas Bidegain, Léa Mysius și Nicolas Livecchi; bazat pe opera Emilia Pérez de Jacques Audiard și pe romanul Écoute de Boris Razon - Nickel Boys – RaMell Ross și Joslyn Barnes; bazat pe romanul cu același nume de Colson Whitehead - Sing Sing – Scenariu de Greg Kwedar și Clint Bentley; poveste de Greg Kwedar, Clint Bentley, Clarence Maclin și John "Divine G" Whitfield; bazat pe cartea The Sing Sing Follies de John H. Richardson și pe piesa de teatru Breakin' the Mummy's Code de Brent Buell |
| Cel mai bun film de animație - Flow - O pisică fără frică – Gints Zilbalodis, Matīss Kaža, Ron Dyens și Gregory Zalcman - Întors pe dos 2 – Kelsey Mann și Mark Nielsen - Memoir of a Snail – Adam Elliot și Liz Kearney - Wallace și Gromit: Răzbunare împănată – Nick Park, Merlin Crossingham și Richard Beek - Roboțica roz: Gardiana insulei – Chris Sanders și Jeff Hermann | Cel mai bun film străin - Încă sunt aici (Brazilia) în portugheză – regia: Walter Salles - Emilia Pérez (Franța) în spaniolă – regia: Jacques Audiard - Flow - O pisică fără frică (Letonia) – regia: Gints Zilbalodis - Pigen med nålen (Danemarca) – regia: Magnus von Horn - Semințele smochinului sacru (Germania) în persană – regia: Mohammad Rasoulof |
| Cel mai bun film documentar - No Other Land – Basel Adra, Rachel Szor, Hamdan Ballal și Yuval Abraham - Black Box Diaries – Shiori Itō, Eric Nyari și Hanna Aqvilin - Porcelain War – Brendan Bellomo, Slava Leontyev, Aniela Sidorska și Paula DuPré Pesmen - Soundtrack pentru o lovitură de stat – Johan Grimonprez, Daan Milius și Rémi Grellety - Sugarcane – Julian Brave NoiseCat, Emily Kassie și Kellen Quinn | Scurt metraj documentar - The Only Girl in the Orchestra – Molly O'Brien și Lisa Remington - Death by Numbers – Kim A. Snyder și Janique L. Robillard - I Am Ready, Warden – Smriti Mundhra și Maya Gnyp - Incident – Bill Morrison și Jamie Kalven - Instruments of a Beating Heart – Ema Ryan Yamazaki și Eric Nyari |
| Cel mai bun scurt metraj - I'm Not a Robot – Victoria Warmerdam și Trent - A Lien – Sam Cutler-Kreutz și David Cutler-Kreutz - Anuja – Adam J. Graves și Suchitra Mattai - The Last Ranger – Cindy Lee și Darwin Shaw - The Man Who Could Not Remain Silent – Nebojša Slijepčević și Danijel Pek | Cel mai bun scurtmetraj de animație - In the Shadow of the Cypress – Shirin Sohani și Hossein Molayemi - Beautiful Men – Nicolas Keppens și Brecht Van Elslande - Magic Candies – Daisuke Nishio și Takashi Washio - Wander to Wonder – Nina Gantz și Stienette Bosklopper - Yuck! – Loïc Espuche și Juliette Marquet |
| Cea mai bună coloană sonoră - Brutalistul – Daniel Blumberg - Conclav – Volker Bertelmann - Emilia Pérez – Clément Ducol și Camille - Vrăjitoarele – John Powell și Stephen Schwartz - Roboțica roz: Gardiana insulei – Kris Bowers | Cea mai bună melodie originală - "El Mal" din Emilia Pérez – Muzică de Clément Ducol și Camille; versuri de Clément Ducol, Camille și Jacques Audiard - "The Journey" din Batalionul 6888 – Muzică și versuri de Diane Warren - "Like a Bird" din Sing Sing – Muzică și versuri de Abraham Alexander și Adrian Quesada - "Mi Camino" din Emilia Pérez – Muzică și versuri de Camille și Clément Ducol - "Never Too Late" din Elton John: Never Too Late – Muzică și versuri de Elton John, Brandi Carlile, Andrew Watt și Bernie Taupin |
| Cel mai bun sunet - Dune: Partea II – Gareth John, Richard King, Ron Bartlett și Doug Hemphill - Bob Dylan: A Complete Unknown – Tod A. Maitland, Donald Sylvester, Ted Caplan, Paul Massey și David Giammarco - Emilia Pérez – Erwan Kerzanet, Aymeric Devoldère, Maxence Dussère, Cyril Holtz și Niels Barletta - Vrăjitoarele – Simon Hayes, Nancy Nugent Title, Jack Dolman, Andy Nelson și John Marquis - Roboțica roz: Gardiana insulei – Randy Thom, Brian Chumney, Gary A. Rizzo și Leff Lefferts | Cele mai bune decoruri - Vrăjitoarele – design de producție: Nathan Crowley; decoruri: Lee Sandales - Brutalistul – design de producție: Judy Becker; decoruri: Patricia Cuccia - Conclav – design de producție: Suzie Davies; decoruri: Cynthia Sleiter - Dune: Partea II – design de producție: Patrice Vermette; decoruri: Shane Vieau - Nosferatu – design de producție: Craig Lathrop; decoruri: Beatrice Brentnerová |
| Cea mai bună imagine - Brutalistul – Lol Crawley - Dune: Partea II – Greig Fraser - Emilia Pérez – Paul Guilhaume - Maria – Ed Lachman - Nosferatu – Jarin Blaschke | Cel mai bun machiaj - Substanța – Pierre-Oliver Persin, Stéphanie Guillon și Marilyne Scarselli - Un om diferit – Mike Marino, David Presto și Crystal Jurado - Emilia Pérez – Julia Floch Carbonel, Emmanuel Janvier și Jean-Christophe Spadaccini - Nosferatu – David White, Traci Loader și Suzanne Stokes-Munton - Vrăjitoarele – Frances Hannon, Laura Blount și Sarah Nuth |
| Cele mai bune costume - Vrăjitoarele – Paul Tazewell - Bob Dylan: A Complete Unknown – Arianne Phillips - Conclav – Lisy Christl - Gladiatorul II – Janty Yates și Dave Crossman - Nosferatu – Linda Muir | Cel mai bun montaj - Anora – Sean Baker - Brutalistul – Dávid Jancsó - Conclav – Nick Emerson - Emilia Pérez – Juliette Welfling - Vrăjitoarele – Myron Kerstein |
| Cele mai bune efecte vizuale - Dune: Partea II – Paul Lambert, Stephen James, Rhys Salcombe și Gerd Nefzer - Alien: Romulus – Eric Barba, Nelson Sepulveda-Fauser, Daniel Macarin și Shane Mahan - Better Man: Robbie Williams – Luke Millar, David Clayton, Keith Herft și Peter Stubbs - Planeta maimuțelor: Noul regat – Erik Winquist, Stephen Unterfranz, Paul Story și Rodney Burke - Vrăjitoarele – Pablo Helman, Jonathan Fawkner, David Shirk și Paul Corbould | |

## Filme cu nominalizări și premii multiple
| Nominalizări | Film                                        |
| ------------ | ------------------------------------------- |
| 13           | Emilia Pérez                                |
| 10           | Brutalistul                                 |
| 10           | Vrăjitoarele                                |
| 8            | Bob Dylan: A Complete Unknown               |
| 8            | Conclav                                     |
| 6            | Anora                                       |
| 5            | Dune: Partea II                             |
| 5            | Substanța                                   |
| 4            | Nosferatu                                   |
| 3            | Sunt încă aici                              |
| 3            | Sing Sing                                   |
| 3            | Roboțica roz: Gardiana insulei              |
| 2            | The Apprentice: Povestea originii lui Trump |
| 2            | Flow - O pisică fără frică                  |
| 2            | Nickel Boys                                 |
| 2            | Durere profundă                             |

| Premii | Film            |
| ------ | --------------- |
| 5      | Anora           |
| 3      | Brutalistul     |
| 2      | Dune: Partea II |
| 2      | Emilia Pérez    |
| 2      | Vrăjitoarele    |